# Conchaspis diplothemii
Conchaspis diplothemii är en insektsart som beskrevs av Ernest Lepage och Giannotti 1943. Conchaspis diplothemii ingår i släktet Conchaspis och familjen Conchaspididae. Inga underarter finns listade i Catalogue of Life.